# Pohár FAČR 2014-2015
La Coppa della Repubblica Ceca 2014-2015 di calcio (in ceco Pohár české pošty) è stata la 22ª edizione del torneo. La competizione è iniziata il 19 luglio 2014 ed è terminata il 26 maggio 2015. Lo Slovan Liberec ha vinto il trofeo per la seconda volta nella sua storia.

## Turno preliminare
Al turno preliminare partecipano 52 squadre, tutte provenienti dal quarto livello e dai livelli inferiori del campionato di calcio ceco.
| Squadra 1                 | Risultato       | Squadra 2            |
| ------------------------- | --------------- | -------------------- |
| 19 luglio 2014            |                 |                      |
| Aritma Praga              | 2 – 2 (4–3 dcr) | Baník Souš           |
| Spartak Chrást            | 4 – 1           | Vilémov              |
| Litoměřice                | 2 – 0           | Nový Bor             |
| Uherský Brod              | 0 – 1           | Slavičín             |
| 20 luglio 2014            |                 |                      |
| Slavoj Koloveč            | 1 – 3           | Sušice Fotbal        |
| Háje                      | 0 – 2           | Jíloviště            |
| Dražice                   | 3 – 0           | Slavoj Český Krumlov |
| Nové Strašecí             | 1 – 2           | Hořovicko            |
| Neratovice-Byškovice      | 1 – 0           | Zličín               |
| Krupka                    | 2 – 2 (3–2 dcr) | Lovosice             |
| Náchod-Deštné             | 1 – 4           | Pěnčín-Turnov        |
| Klatovy                   | 2 – 1           | Rokycany             |
| Slavoj Žatec              | 2 – 3           | Karlovy Vary         |
| Úvaly                     | 1 – 3           | Dobrovice            |
| Chomutov                  | 1 – 2           | Senco Doubravka      |
| Týniště nad Orlicí        | 1 – 3           | Trutnov              |
| Tasovice                  | 2 – 1           | Stará Říše           |
| Nesyt Hodonín             | 1 – 2           | Blansko              |
| Kozlovice                 | 1 – 0           | Viktorie Přerov      |
| Mutěnice                  | 1 – 2           | Breclav              |
| Frýdlant nad Ostravicí    | 1 – 2           | Nový Jičín           |
| Jiskra Rýmařov            | 2 – 2 (5–3 dcr) | Mohelnice            |
| Slovan Havlíčkův Brod     | 1 – 1 (3–4 dcr) | Líšeň                |
| Štítná nad Vláří          | 1 – 2           | Broumov              |
| Velké Karlovice–Karolinka | 2 – 0           | Valašské Meziříčí    |
| Nejdek                    | 1 – 4           | Hvězda Cheb          |

## Primo turno
Al primo turno accedono le 26 squadre vincitrici del turno preliminare, le 16 squadre militanti nella Druhá liga, 16 squadre militanti nella Česka fotbalová liga, 11 squadre militanti nella Moravskoslezská fotbalová liga e altre 19 squadre provenienti dal quarto e dal quinto livello del campionato di calcio ceco.
| Squadra 1                  | Risultato       | Squadra 2         |
| -------------------------- | --------------- | ----------------- |
| 26 luglio 2014             |                 |                   |
| Neratovice-Byškovice       | 2 – 0           | Loko Vltavín      |
| Aritma Praga               | 1 – 2           | Admira Praga      |
| Slavoj Vyšehrad            | 1 – 4           | Táborsko          |
| Karlovy Vary               | 0 – 7           | Baník Sokolov     |
| Jíloviště                  | 1 – 1 (4–2 dcr) | Meteor Praga VIII |
| Sokol Brozany              | 2 – 1           | Dolní Benešov     |
| Hvězda Cheb                | 0 – 3           | Bohemians Praga   |
| Hořovicko                  | 0 – 1           | Tachov            |
| Krupka                     | 2 – 2 (3–4 dcr) | Chomutov          |
| Sušice Fotbal              | 1 – 5           | Jiskra Domažlice  |
| Pěnčín-Turnov              | 1 – 1 (2–4 dcr) | Pardubice         |
| Dobrovice                  | 3 – 0           | Králův Dvůr       |
| Litoměřice                 | 1 – 4           | Ústí nad Labem    |
| Klatovy                    | 0 – 0 (4–2 dcr) | Baník Most        |
| Senco Doubravka            | 0 – 9           | Graffin Vlašim    |
| Sparta Kutná Hora          | 0 – 7           | Viktoria Žižkov   |
| Vysoké Mýto                | 2 – 0           | OEZ Letohrad      |
| Česká Třebová              | 0 – 4           | Sokol Živanice    |
| Kladno                     | 3 – 4           | Písek             |
| Český Brod                 | 0 – 7           | Převýšov          |
| Jiskra Ústí nad Orlicí     | 0 – 2           | Chrudim           |
| Sokol Jablonec nad Jizerou | 1 – 0           | Zápy              |
| Olympia Hradec Králové     | 2 – 1           | Dvůr Králové      |
| Velké Karlovice–Karolinka  | 0 – 1           | Hanácká           |
| Hranice                    | 1 – 1 (4–3 dcr) | Slavia Orlová     |
| Breclav                    | 2 – 3           | Velké Meziříčí    |
| Pelhřimov                  | 0 – 1           | Třebíč            |
| Dolní Benešov              | 1 – 1 (2–3 dcr) | Uničov            |
| Jiskra Rýmařov             | 1 – 1 (4–5 dcr) | Zábřeh            |
| Blansko                    | 0 – 0 (6–5 dcr) | 1. HFK Olomouc    |
| Žďas Žďár nad Sázavou      | 1 – 3           | Rosice            |
| Petrovice                  | 0 – 1           | Hlučín            |
| Vyškov                     | 1 – 2           | Prostějov         |
| Nový Jičín                 | 0 – 1           | Opava             |
| Kozlovice                  | 0 – 2           | Karviná           |
| Havířov                    | 1 – 2           | Fotbal Třinec     |
| Tasovice                   | 1 – 3           | Trinity Zlín      |
| Broumov                    | 0 – 3           | Frýdek-Místek     |
| Líšeň                      | 1 – 3           | Znojmo            |
| Slavičín                   | 0 – 6           | Sigma Olomouc     |
| 27 luglio 2014             |                 |                   |
| Dražice                    | 1 – 5           | Štěchovice        |
| Trutnov                    | 0 – 3           | Kolín             |
| Spartak Chrást             | 0 – 8           | Varnsdorf         |
| 29 luglio 2014             |                 |                   |
| Union 2013                 | 2 – 1           | Čáslav            |

## Secondo turno
Al secondo turno accedono le 44 squadre vincitrici del primo turno e 12 squadre militanti nella 1. liga.
| Squadra 1                  | Risultato         | Squadra 2          |
| -------------------------- | ----------------- | ------------------ |
| 12 agosto 2014             |                   |                    |
| Prostějov                  | 1 – 4             | Slovácko           |
| 'Neratovice-Byškovice      | 0 – 2             | Teplice            |
| Hlučín                     | 1 – 2             | Baník Ostrava      |
| Blansko                    | 1 – 4             | Frýdek-Místek      |
| Písek                      | 0 – 2             | Příbram            |
| 13 agosto 2014             |                   |                    |
| Jíloviště                  | 1 – 2             | Štěchovice         |
| Olympia Hradec Králové     | 0 – 6             | Hradec Králové     |
| Chrudim                    | 1 – 3             | Slavia Praga       |
| Sokol Jablonec nad Jizerou | 2 – 4             | Graffin Vlašim     |
| Dobrovice                  | 5 – 0             | Klatovy            |
| Hranice                    | 1 – 1 (4–5 dcr)   | Opava              |
| Sokol Brozany              | 2 – 6             | Dyn. Č. Budějovice |
| Zábřeh                     | 0 – 2             | Karviná            |
| Chomutov                   | 0 – 5             | Jablonec           |
| Uničov                     | 0 – 3             | Fotbal Třinec      |
| Hanácká                    | 1 – 1 (7–8 dcr)   | Trinity Zlín       |
| Třebíč                     | 0 – 4             | Zbrojovka Brno     |
| Převýšov                   | 0 – 1             | Pardubice          |
| Bohemians Praga            | 2 – 0             | Varnsdorf          |
| Kolín                      | 0 – 3             | Bohemians 1905     |
| Admira Praga               | 0 – 0 (15–14 dcr) | Baník Sokolov      |
| Rosice                     | 1 – 3             | Znojmo             |
| Union 2013                 | 0 – 2             | Ústí nad Labem     |
| Vysoké Mýto                | 0 – 4             | Sokol Živanice     |
| 19 agosto 2014             |                   |                    |
| Viktoria Žižkov            | 2 – 1             | Vysočina Jihlava   |
| 20 agosto 2014             |                   |                    |
| Jiskra Domažlice           | 3 – 1             | Dukla Praga        |
| Tachov                     | 1 – 3             | Táborsko           |
| 2 settembre 2014           |                   |                    |
| Velké Meziříčí             | 0 – 3             | Sigma Olomouc      |

## Terzo turno
Al terzo turno accedono le 28 squadre vincitrici del secondo turno le 4 squadre meglio classificate nella 1. liga 2013-2014.
| Squadra 1         | Risultato       | Squadra 2          |
| ----------------- | --------------- | ------------------ |
| 3 settembre 2014  |                 |                    |
| Štěchovice        | 0 – 1           | Mladá Boleslav     |
| Viktoria Žižkov   | 2 – 1           | Slavia Praga       |
| 5 settembre 2014  |                 |                    |
| Ústí nad Labem    | 0 – 3           | Slovan Liberec     |
| Graffin Vlašim    | 0 – 1           | Příbram            |
| Opava             | 1 – 0           | Karviná            |
| 6 settembre 2014  |                 |                    |
| Bohemians Praga   | 0 – 3           | Teplice            |
| Dobrovice         | 1 – 2           | Jablonec           |
| Bohemians 1905    | 2 – 0           | Dyn. Č. Budějovice |
| Trinity Zlín      | 0 – 4           | Slovácko           |
| Sigma Olomouc     | 0 – 1           | Fotbal Třinec      |
| 7 settembre 2014  |                 |                    |
| Sokol Živanice    | 1 – 3           | Sparta Praga       |
| Frýdek-Místek     | 1 – 2           | Baník Ostrava      |
| 9 settembre 2014  |                 |                    |
| Admira Praga      | 1 – 1 (3–4 dcr) | Hradec Králové     |
| 10 settembre 2014 |                 |                    |
| Jiskra Domažlice  | 1 – 0           | Pardubice          |
| 24 settembre 2014 |                 |                    |
| Táborsko          | 0 – 3           | Viktoria Plzeň     |
| 8 ottobre 2014    |                 |                    |
| Znojmo            | 1 – 0           | Zbrojovka Brno     |

## Quarto turno
| Squadra 1                      | Totale          | Squadra 2      | Andata | Ritorno     |
| ------------------------------ | --------------- | -------------- | ------ | ----------- |
| 23 settembre / 8 ottobre 2014  |                 |                |        |             |
| Viktoria Žižkov                | 1 – 6           | Mladá Boleslav | 1 – 1  | 0 – 5       |
| 23 settembre / 9 ottobre 2014  |                 |                |        |             |
| Jablonec                       | 4 – 0           | Bohemians 1905 | 2 – 0  | 2 – 0       |
| 24 settembre / 8 ottobre 2014  |                 |                |        |             |
| Fotbal Třinec                  | 2 – 0           | Opava          | 2 – 0  | 0 – 0       |
| 30 settembre / 14 ottobre 2014 |                 |                |        |             |
| Jiskra Domažlice               | 2 – 5           | Teplice        | 0 – 4  | 2 – 1       |
| 8 / 29 ottobre 2014            |                 |                |        |             |
| Baník Ostrava                  | 2 – 2 (3-4 dcr) | Slovácko       | 1 – 1  | 1 – 1 (dts) |
| 28 ottobre / 5 novembre 2014   |                 |                |        |             |
| Slovan Liberec                 | 8 – 1           | Znojmo         | 6 – 0  | 2 – 1       |
| 4 / 19 novembre 2014           |                 |                |        |             |
| Hradec Králové                 | 1 – 2           | Viktoria Plzeň | 1 – 2  | 0 – 0       |
| 18 novembre / 4 dicembre 2014  |                 |                |        |             |
| Příbram                        | 2 – 4           | Sparta Praga   | 1 – 1  | 1 – 3       |

## Quarti di finale
| Squadra 1                 | Totale          | Squadra 2      | Andata | Ritorno     |
| ------------------------- | --------------- | -------------- | ------ | ----------- |
| 17 marzo / 14 aprile 2015 |                 |                |        |             |
| Sparta Praga              | 2 – 3           | Jablonec       | 2 – 1  | 0 – 2       |
| 1º / 14 aprile 2015       |                 |                |        |             |
| Fotbal Třinec             | 3 – 3 (gfc)     | Slovan Liberec | 3 – 1  | 0 – 2       |
| Slovácko                  | 5 – 7           | Mladá Boleslav | 2 – 2  | 3 – 5       |
| 8 / 15 aprile 2015        |                 |                |        |             |
| Teplice                   | 3 – 3 (4-3 dcr) | Viktoria Plzeň | 2 – 1  | 1 – 2 (dts) |

## Semifinali
| Squadra 1                  | Totale | Squadra 2 | Andata | Ritorno |
| -------------------------- | ------ | --------- | ------ | ------- |
| 28 aprile / 13 maggio 2015 |        |           |        |         |
| Slovan Liberec             | 4 - 3  | Teplice   | 3 - 0  | 1 - 3   |
| 29 aprile / 13 maggio 2015 |        |           |        |         |
| Mladá Boleslav             | 1 – 3  | Jablonec  | 1 - 2  | 0 - 1   |

## Finale
| Arbitro: | Zbynek Proske |

|                            |                      |                                |
| Doležal 38’                | Marcatori            | 86’ Bakoš                      |
| Novák Greguš Doležal Rossi | Tiri di rigore 1 – 3 | Pavelka Frýdek Breznaník Šural |